# Louise Beavers
Louise Beavers (* 8. März 1902 in Cincinnati, Ohio; † 26. Oktober 1962 in Hollywood, Kalifornien) war eine US-amerikanische Schauspielerin.

## Leben
Die Afroamerikanerin Louise Beavers wurde als Tochter einer Schullehrerin in Ohio geboren. Wegen der Krankheit ihrer Mutter zog sie mit ihrer Familie nach Pasadena in Kalifornien, wo sie unter anderem im Kirchenchor sang. Nach ihrem Schulabschluss im Jahre 1920 arbeitete sie bei einem Fotografen als Aufseherin eines Ankleideraums sowie als Dienstmädchen des Stummfilmstars Leatrice Joy. Neben ihrer Arbeit war Beavers Mitglied der Lady Ministrels, einer Gruppe von jungen Amateurschauspielerinnen, welche zusammen Stücke aufführten. In einer dieser Aufführungen beobachtete der Hollywood-Agent Charles Butler sie und überredete Beavers, eine Filmkarriere einzuschlagen. Obwohl sie eigentlich unzufrieden mit der stereotypischen Darstellung der Afroamerikaner in Filmen war, absolvierte sie im Jahre 1927 ihr Filmdebüt in einer frühen Verfilmung von Onkel Toms Hütte. Erste Aufmerksamkeit erhielt Beavers bereits 1929 durch ihren Auftritt neben Mary Pickford in Coquette. Sie spielte darin die mütterliche Bedienstete einer weißen Frau.
Die kleine, korpulente Schauspielerin wurde ähnlich wie Hattie McDaniel in den 1930er- und 1940er-Jahren meistens in „Mammie“-Rollen eingesetzt – als etwas laute, aber gutmütige und fürsorgliche Bedienstete, Köchin oder Sklavin. Nach zahlreichen größeren und kleineren Rollen gelang Louise Beavers im Jahre 1934 der endgültige Durchbruch: Im Film Frauen am Scheidewege spielte sie eine der wenigen Hauptrollen ihrer Karriere als Claudette Colberts treue und wertvolle Angestellte Delilah, welche vor Kummer stirbt, nachdem ihre hellhäutigere Tochter sie wegen der Hautfarbe verleugnet und verlassen hat. Es galt als das erste Mal in der amerikanischen Kinogeschichte, dass ein größerer Film dem Charakter und den Sorgen einer afroamerikanischen Figur viel Beachtung widmete. Beavers erhielt exzellente Kritiken für die Rolle, aber keine Oscar-Nominierung – nach Ansicht einiger Kritiker, weil sie schwarz war. In den folgenden Jahren spielte sie Nebenrollen in Hollywoodfilmen wie Kein Platz für Eltern (1937), Ein ideales Paar (1939), Musik, Musik (1942)  und Nur meiner Frau zuliebe (1948).
In den 1950er-Jahren drehte Beavers zunehmend weniger Filme, spielte aber stattdessen die Titelrolle in der Fernsehserie Beulah, der ersten Sitcom mit afroamerikanischen Darstellern in Hauptrollen. Mit ihrer zunehmenden Popularität setzte sie sich für die Rechte der Afroamerikaner ein und auch dafür, dass afroamerikanische Schauspieler bessere und vielfältigere Rollen erhielten. 1960 zog sich Beavers nach über 160 Film- und Fernsehauftritten aus dem Filmgeschäft zurück. In ihren letzten Lebensjahren hatte sie mit Krankheiten wie Diabetes mellitus zu kämpfen und verstarb 1962 an einem Herzinfarkt im Cedars-Sinai Medical Center mit 60 Jahren. Die kinderlose Schauspielerin hinterließ ihren Ehemann Leroy Moore, welchen sie 1952 geheiratet hatte. Louise Beavers wurde auf dem Evergreen Cemetery in Los Angeles beigesetzt.

## Filmografie (Auswahl)
- 1927: Onkel Toms Hütte (Uncle Tom’s Cabin)
- 1929: Coquette
- 1929: Gold Diggers of Broadway
- 1929: Wall Street
- 1930: She Couldn’t Say No
- 1930: Back Pay
- 1930: Our Blushing Brides
- 1930: Sirenen um Mitternacht (Outside the Law)
- 1930: Paid
- 1931: Millie
- 1931: Girls About Town
- 1932: The Greeks Had a Word for Them
- 1932: Street of Women
- 1932: The Strange Love of Molly Louvain
- 1932: Wild Girl
- 1932: What Price Hollywood?
- 1933: Sie tat ihm unrecht (She Done Him Wrong)
- 1933: Die 42. Straße (42nd Street)
- 1933: Flucht vor dem Gestern (Pick-Up)
- 1933: The Phantom Broadcast
- 1933: Midnight Mary
- 1933: Ganovenbraut (Hold Your Man)
- 1933: A Shriek in the Night
- 1933: The Story of Temple Drake
- 1933: Sexbombe (Bombshell)
- 1933: Eine Frau vergisst nicht (Only Yesterday)
- 1934: Dr. Monica
- 1934: Die Spielerin (Gambling Lady)
- 1934: Frauen am Scheidewege (Imitation of Life)
- 1935: Sein letztes Kommando (Annapolis Farewell)
- 1936: Wem gehört die Stadt? (Bulletts or Ballots?)
- 1936: General Spanky
- 1937: Kein Platz für Eltern (Make Way for Tomorrow)
- 1937: Wings Over Honolulu
- 1937: Der letzte Gangster (The Last Gangster)
- 1938: Peck's Bad Boy with the Circus
- 1939: Ein ideales Paar (Made for Each Other)
- 1941: Der große Betrug (The Lady's from Kentucky)
- 1940: Primrose Path
- 1940: Keine Zeit für Komödie (No Time For Comedy)
- 1941: Belle Starr
- 1941: Der Schatten des dünnen Mannes (Shadow of the Thin Man)
- 1942: Piraten im karibischen Meer (Reap the Wild Wind)
- 1942: Musik, Musik (Holiday Inn)
- 1942: Sieben junge Herzen (Seven Sweethearts)
- 1942: Tennessee Johnson
- 1943: Du Barry Was a Lady
- 1943: Top Man
- 1943: Jack London
- 1944: Follow the Boys
- 1946: Young Widow
- 1946: Lover Come Back
- 1948: Nur meiner Frau zuliebe (Mr. Blandings Builds His Dream House)
- 1948: Der beste Mann der Stadt (Good Sam)
- 1948: Der Superspion (A Southern Yankee)
- 1949: Flitterwochen mit Hindernissen (Tell It to the Judge)
- 1950: The Jackie Robinson Story
- 1950: My Blue Heaven
- 1952: Colorado Sundown
- 1956: Good-bye, My Lady
- 1956: Ohne Liebe geht es nicht (You Can’t Run Away from It)
- 1956: Moderne Jugend (Teenage Rebel)
- 1957: Tammy (Tammy and the Bachelor)
- 1958: The Goddess
- 1960: Früchte einer Leidenschaft (All the Fine Young Cannibals)
- 1960: So eine Affäre (The Facts of Life)